# Tobias Bech
Tobias Bech Kristensen (19 febbraio 2002) è un calciatore danese, attaccante dell'Aarhus.

## Carriera

### Club
Cresciuto nel settore giovanile del Viborg, esordisce in prima squadra l'11 marzo 2018, disputando l'incontro di 1. Division pareggiato per 0-0 contro il Brabrand.

### Nazionale
Ha rappresentato le nazionali giovanili danesi Under-18 e Under-19.

## Statistiche

### Presenze e reti nei club
Statistiche aggiornate al 25 luglio 2022.
| Stagione        | Squadra         | Campionato      | Campionato | Campionato | Coppe nazionali | Coppe nazionali | Coppe nazionali | Coppe continentali | Coppe continentali | Coppe continentali | Altre coppe | Altre coppe | Altre coppe | Totale | Totale |
| Stagione        | Squadra         | Comp            | Pres       | Reti       | Comp            | Pres            | Reti            | Comp               | Pres               | Reti               | Comp        | Pres        | Reti        | Pres   | Reti   |
| --------------- | --------------- | --------------- | ---------- | ---------- | --------------- | --------------- | --------------- | ------------------ | ------------------ | ------------------ | ----------- | ----------- | ----------- | ------ | ------ |
| 2017-2018       | Viborg          | 1D              | 3          | 0          | CD              | -               | -               |                    | -                  | -                  |             | -           | -           | 3      | 0      |
| 2018-2019       | Viborg          | 1D              | 3          | 0          | CD              | 0               | 0               |                    | -                  | -                  |             | -           | -           | 3      | 0      |
| 2019-2020       | Viborg          | 1D              | 21         | 4          | CD              | 3               | 1               |                    | -                  | -                  |             | -           | -           | 24     | 5      |
| 2020-2021       | Viborg          | 1D              | 22+9       | 5+3        | CD              | 0               | 0               |                    | -                  | -                  |             | -           | -           | 31     | 8      |
| 2021-2022       | Viborg          | SL              | 22+5       | 2+1        | CD              | 0               | 0               |                    | -                  | -                  |             | -           | -           | 27     | 3      |
| 2022-2023       | Viborg          | SL              | 2          | 2          | CD              | 0               | 0               | UECL               | 1                  | 0                  |             | -           | -           | 3      | 2      |
| Totale carriera | Totale carriera | Totale carriera | 87         | 17         |                 | 3               | 1               |                    | 1                  | 0                  |             | -           | -           | 91     | 18     |

## Palmarès

### Club

#### Competizioni nazionali
- 1. Division: 1

Viborg: 2020-2021